# Khushaat
Khushaat (tiếng Mông Cổ: Хушаат) là một sum của tỉnh Selenge ở phía bắc Mông Cổ. Vào năm 2008, dân số của sum là 1.585 người.

## Địa lý
Sum có diện tích khoảng 2010,15 km2. Trung tâm sum, Enkhtal, nằm cách tỉnh lỵ Sükhbaatar 105 km và thủ đô Ulaanbaatar 289 km.
Khoáng sản bao gồm vật liệu xây dựng.

### Khí hậu
Nhiệt độ trung bình hàng năm trong khu vực là 4 °C. Tháng ấm nhất là tháng 7, khi nhiệt độ trung bình là 26 °C và lạnh nhất là tháng 1, với −22 °C. Lượng mưa trung bình hàng năm là 479 mm. Tháng ẩm ướt nhất là tháng 6, với lượng mưa trung bình là 109 mm, và tháng khô nhất là tháng 2 với lượng mưa 2 mm.

## Kinh tế
Sum có một trường học, bệnh viện, nhà máy, xưởng sản xuất.